# 1301
Початок Пізнього Середньовіччя •  Реконкіста •  Ганза •  Монгольська імперія

## Геополітична ситуація
Андронік II Палеолог є імператором Візантійської імперії (до 1328). Королем Німеччини Альбрехт I Габсбург (до 1308). У Франції править Філіп IV Красивий (до 1314).
Апеннінський півострів розділений: північ належить Священній Римській імперії, середню частину займає Папська область, південь належить Неаполітанському королівству. Деякі міста півночі: Венеція, Піза, Генуя тощо, мають статус міст-республік.
Майже весь Піренейський півострів займають християнські Кастилія (Леон, Астурія, Галісія), Наварра, Арагонське королівство (Арагон, Барселона) та Португалія, під владою маврів залишилися тільки землі на самому півдні. Едуард I Довгоногий є королем Англії (до 1307), Вацлав II — Богемії (до 1305), а королем Данії — Ерік VI (до 1319).
Руські землі перебувають під владою Золотої Орди. У Галицько-Волинському князівстві почав правити Юрій Львович, Андрій Олександрович Городецький править у Володимиро-Суздальському князівстві (до 1304). У Великопольщі править Вацлав II.
Монгольська імперія займає більшу частину Азії, але вона розділена на окремі улуси, що воюють між собою. У Китаї, зокрема, править монгольська династія Юань. У Єгипті владу утримують мамлюки. Мариніди правлять у Магрибі. Делійський султанат є наймогутнішою державою Північної Індії, а на півдні Індії панують держава Хойсалів та держава Пандья. В Японії триває період Камакура.
Цивілізація мая переживає посткласичний період. Почала зароджуватися цивілізація ацтеків.

## Події

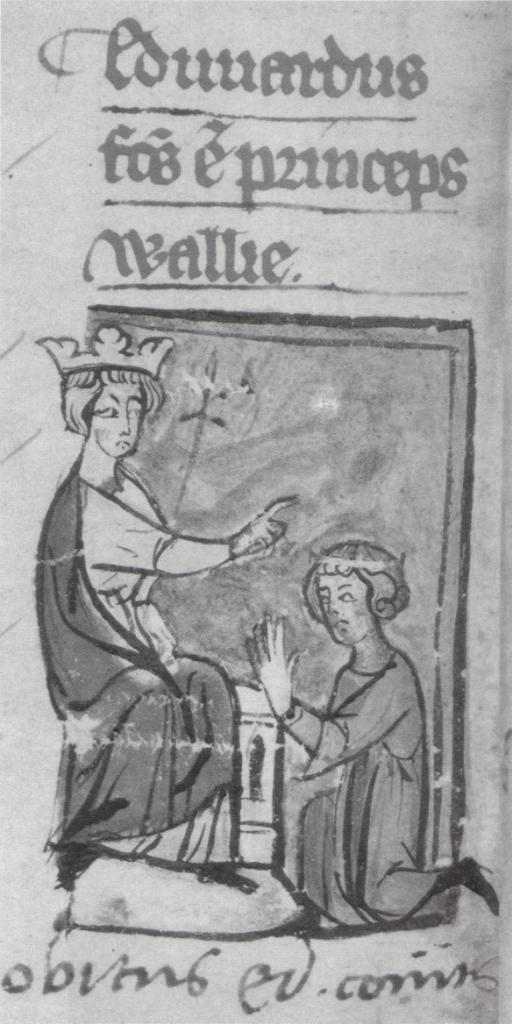
Король Англії Едуард I надає своєму синові Едуарду II титул принца Уельського.

- Після смерті Лева Даниловича Галичину й Волинь об'єднав під своєю владою Юрій Львович.
- Встановлено титул принца Уельського. Першим принцом Уельським став майбутній король Англії Едуард II.
- Папа римський Боніфацій VIII послав Карла Валуа втихомирити Тоскану. Як наслідок у Флоренції владу захопили чорні гвельфи, Данте Аліг'єрі довелося назавжди покинути місто.
- Не на жарт розгорівся конфлікт між папою римським Боніфацієм VIII та французьким королем Філіпом IV Красивим. Папа має намір реформувати церкву в Франції і французьку державу, король виступив проти зловживань інквізиції й передав єпископам повноваження щодо боротьби з єретиками.
- Зі смертю Андраша III в Угорщині припинилася династія Арпадів. Новим королем Угорщини короновано Вацлава III, сина короля Богемії Вацлава II. Однак королівство розпалося на частини, в яких влада належала місцевим баронам.
- У Магдебурзі спалахнуло повстання ремісників.
- Великий хан монголів Оладжейту-Темур здобув перемогу над представником роду Угедея Кайду поблизу Каракорума.

## Народились
- Александр Михайлович
- Аль-Омарі
- Вільям Монтегю,1-й граф Солсбері
- Ні Цзань
- Нітта Йосісада
- Оттон (герцог Австрії)
- Елі де Талейран
- Едмунд Вудсток,1-й граф Кент

## Померли
- Андраш ІІІ
- Анрі ІІІ д'Авогур
- Геворг Скевраці
- Чака (цар Болгарії)
- Лже-Маргарет
- Шейх Захід Гілані